# Alexander Brazón
Alexander José Brazón Bravo (ur. 24 listopada 1983) – wenezuelski zapaśnik w stylu klasycznym. Trzykrotny uczestnik mistrzostw świata, zajął 27. miejsce w 2014. Piąty na igrzyskach panamerykańskich w 2007. Dwa srebrne medale mistrzostw panamerykańskich, w 2009 i 2013. Pierwszy na igrzyskach igrzyskach Am.Płd w 2010 i 2014. Srebro na igrzyskach Ameryki Środkowej i Karaibów w 2014 i brąz w 2010. Złoty medal na igrzyskach boliwaryjskich w 2009 i 2013, a trzeci w 2017 roku.